# Hit List
Pour plus de détails, voir Fiche technique et Distribution.
Hit List est un film américain réalisé par William Lustig et sorti en 1989.

## Synopsis
Alors qu'il doit bien comparaître devant le tribunal, le gangster Vic Luca engage souhaite faire disparaître les témoins gênants. Il fait ainsi appel à Chris Caleek, un vendeur de chaussures également tueur à gages. Grâce à une taupe dans la police, Vic Luca parvient à trouver les noms et la localisation des témoins. Alors qu'il se rend chez la dernière cible, Frank DeSalvo, Caleek se trompe de maison. Lorsque le propriétaire de celle-ci, Jack Collins, rentre chez, il trouve sa femme enceinte inconsciente alors que leur fils a été kidnappé. Jack Collins va tout faire pour retrouver son fils.

## Fiche technique
Sauf indication contraire, les informations mentionnées dans cette section peuvent être confirmées par la base de données cinématographiques IMDb,  présente dans la section « Liens externes ».
- Titre original : Hit List
- Titre français alternatif : Rapt manqué[2]
- Réalisation : William Lustig
- Scénario : John F. Goff et Peter Brosnan, avec la participation non créditée de Josh Becker et Scott Spiegel, d'après une histoire d'Aubrey K. Rattan
- Musique : Garry Schyman
- Décors : Pamela Marcotte
- Photographie : James Lemmo et Vincent J. Rabe
- Montage : David Kern
- Production : Paul Hertzberg

Productrice déléguée : Lisa M. Hansen
Coproducteur : Jefferson Richard
- Société de production : CineTel Films (en)
- Sociétés de distribution : New Line Cinema (États-Unis), Cineplex Odeon Films (France)
- Budget : 1,5 million de dollars[1]
- Pays de production :  États-Unis
- Langue originale : anglais
- Format : couleur
- Genre : action, thriller
- Durée : 87 minutes
- Dates de sortie[3] :
  - États-Unis : 3 mars 1989
  - France : diffusé en TV et en VHS
- Classification[4] :
  - États-Unis : R

## Distribution
- Jan-Michael Vincent : Jack Collins
- Leo Rossi : Frank DeSalvo
- Lance Henriksen : Chris Caleek
- Charles Napier : Tom Mitchum
- Rip Torn : Vic Luca
- Harold Sylvester : Brian Armstrong
- Jere Burns : Jared Riley
- Junior Richard : Kenny Collins
- Harreit Hall : Sandy Collins
- Ken Lerner : Gravenstein
- Jack Andreozzi : Abe Fasio
- Felice Orlandi : Joey DeSalvo

## Production
Le tournage a lieu à Los Angeles (Evergreen Cemetery, hôtel de ville, Petersen Automotive Museum, Wilshire Boulevard, ...) ainsi qu'en Californie du Sud. La production est marquée par l'alcoolisme de Jan-Michael Vincent. Dans une interview publiée en 2019, le réalisateur William Lustig déclaré que l'acteur buvait pendant le tournage, alors qu'il avait été embauché après avoir suivi une cure de désintoxication :

« Quand nous l'avons rencontré pour faire Hit List, il avait été dans un programme de guérison et il nous disait que ses jours de consommation d'alcool étaient terminés. Et il avait fière allure. À l'époque, il était assez jeune pour que lorsqu'il arrêtait de boire, il avait immédiatement à nouveau l'air bien. Il est entré, il avait l'air bien, il nous a assuré qu'il ne buvait pas, alors on l'a embauché. Dès le premier jour du tournage, j'ai senti une odeur d'alcool dans son haleine. Mais je dois dire que pour la plupart, c'était un alcoolique fonctionnel. »

— William Lustig

## Sortie et accueil

### Box-office
Le film ne connait qu'une sortie limitée sur le sol américain où il ne récolte que 4 564 $ au box-office.

### En vidéo
Le film est édité en VHS par RCA/Columbia Pictures Home Video mais n'est jamais édité en DVD. En France, la cassette est commercialisée par Warner Home Video.